# استبانة طيفية

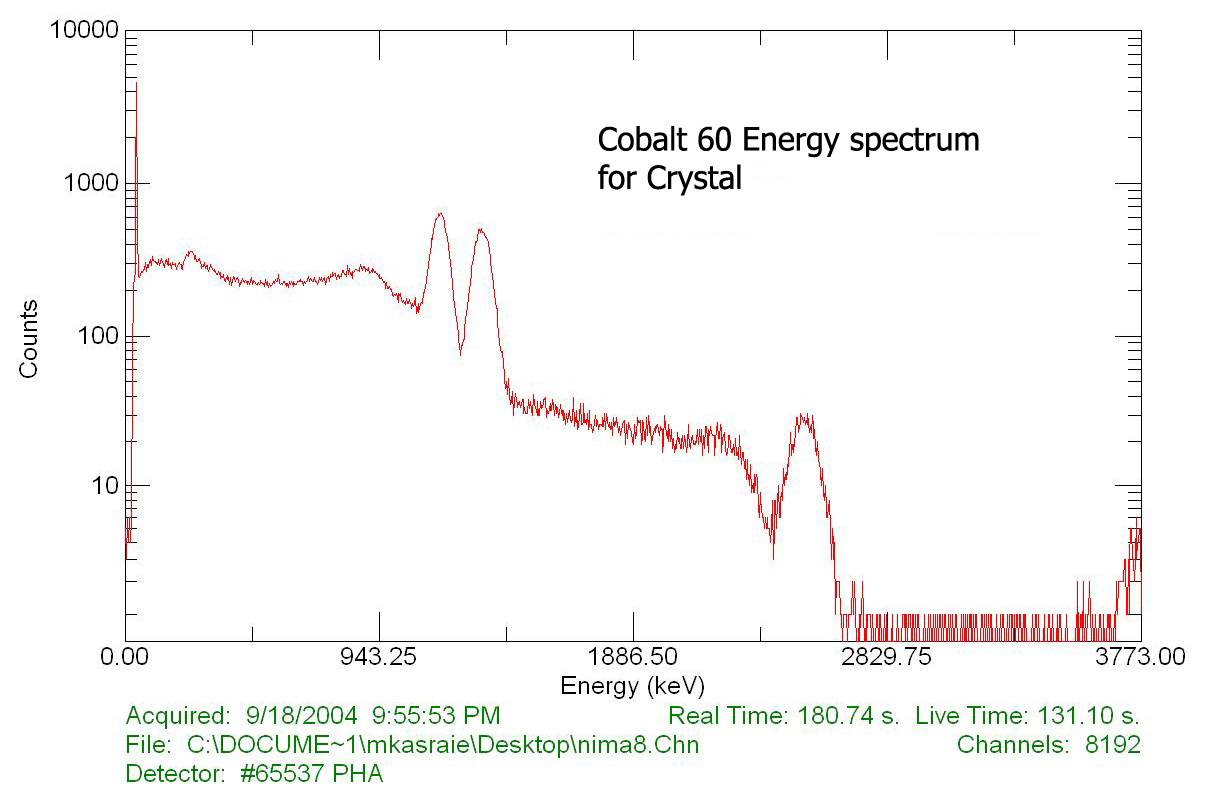

الاستبانة الطيفية لجهاز مرسام الطيف أو بشكل أعم لأي جهاز تحليل طيفي هو مقياس قدرته على فصل خصائص الطيف الكهرومغناطيسي، ويعبر عنها رياضياً: {\displaystyle \Delta \lambda }؛ وهي بذلك قريبة من مفهوم قدرة الاستبانة (أو قدرة المَيز) لمرسام الطيف، والتي يعبر عنها بالصيغة الرياضية:
{\displaystyle R={\lambda  \over \Delta \lambda }},
حيث تمثل {\displaystyle \Delta \lambda } الاستبانة الطيفية، وهي أصغر فرق في طول الموجة يمكن تمييزه عند طول موجة ما {\displaystyle \lambda }.
تحدد الاستبانة الطيفية لمرسام الطيف الحد الأقصى لعدد القمم الطيفية التي يمكن لجهاز قياس الطيف حلها. على سبيل المثال، فإن مرسام طيف الأصول الكونية (STIS) الموجود في مرصد هابل الفضائي يستطيع التمييز بين طولي موجة يفصل بينهما 0.17 نانومتر عند طول موجة 1000 نانومتر. بالتالي فإن للجهاز المذكور استبانة طيفية مقدارها 0.17 نانومتر، وقدرة استبانة حوالي 5900.
يوجد لبعض الأجهزة البصرية قدرة استبانة طيفية عالية كما هو الحال في بعض مكونات المقاريب العظيمة التي تصل فيها إلى 100,000.
يُمكن القول بأن الاستبانة الطيفية هي مقياس لمدى قرب صورتين من الصور التي يلتقطها المطياف قبل أن تتداخل بحيث لا يمكن فصلهما، إذ تجعل دالة انتشار النقطة الصغيرة والحادة والتشتت العالي من السهل فصل جزأين من الطيف الكهرومغناطيسي إذا كانا قريبين جدًا من حيث الطول الموجي.

## التعريف حسب IUPAC
يعرف الاتحاد الدولي للكيمياء البحتة والتطبيقية (IUPAC) الاستبانة الطيفية في المطيافيات البصرية على أنها أصغر قيمة عدد موجة أو طول موجة أو توتر بين خطين يمكن التمييز بينهما في الطيف.
أما قدرة الاستبانة R فتعطى بالعلاقة الرياضية التي تصف قسمة قيمة عدد الموجة أو طول الموجة أو التوفر على قيمة الاستبانة الزاوية.

## اقرأ أيضاً
- استبانة زاوية
- مرسام الطيف
- صورة طيفية